# Antoine Le Moiturier
Antoine le Moiturier (Avinhão, c. 1425 — Avinhão?, depois de 1495) foi um escultor da França. 
Era sobrinho e possivelmente foi aluno de Jacques Morel, com quem pode ter trabalhado na tumba de Carlos I, Duque da Borgonha, em Souvigny. Em 1461 foi contratado por Jacques Oboli para executar o altar-mor da Igreja de São Pedro em Avinhão, que foi sua maior obra mas sobrevive apenas em fragmentos. Terminou a tumba do duque João sem Medo iniciada por Juan de la Huerta e a célebre tumba de Philippe Pot, hoje no Museu do Louvre, é-lhe tradicionalmente atribuída.